# Koppartömygga
Koppartömygga, Aedes flavescens är en tvåvingeart som först beskrevs av Müller 1764.  Aedes flavescens ingår i släktet Aedes och familjen stickmyggor. Arten är reproducerande i Sverige. Inga underarter finns listade i Catalogue of Life.